# 狂潮再起

狂潮再起官方標誌

狂潮再起（英語：One Night Stand）或ECW 狂潮再起（ECW One Night Stand），是世界摔角娛樂（WWE）每年一度的世界摔角娛樂付費收看節目（WWE Pay-Per-View）之一，通常於每年6月時舉行。此賽事於2004年時第一次舉辦，取代了邪惡基因大賽。此賽事是所有付費收看賽事中暴力風格最濃厚的。2009年後，因應極限冠軍摔角已成為固定品牌節目，因此賽事型態改變，名稱也改為極限規則（英語：Extreme Rules）。

## 歷史
2003年極限冠軍摔角被世界摔角娛樂併購後，其支持者不滿世界摔角娛樂摔角風格過於溫和，常常於大型賽事時舉牌支持極限冠軍摔角或是呼喊其口號，世界摔角娛樂為了留住這群支持極限冠軍摔角的觀眾，於2005年時開始舉辦名為ECW 狂潮再起的付費收看賽事。該屆賽事完全呈現了以往極限冠軍摔角的榮景及其暴力風格，世界摔角娛樂甚至邀請了沒有合約關係的極限冠軍摔角成員回來表演比賽。因為頗受好評，加上世界摔角娛樂的主要對手TNAW以暴力風格為號召企圖吸收極限冠軍摔角支持者，世界摔角娛樂決定於2006年再創立第三個品牌節目——重新開播極限冠軍摔角，而2006年的ECW 狂潮再起賽事就選定為開撥的起點。
2007年起，賽事名稱縮短為狂潮再起（英語：One Night Stand），並成為固定舉辦的付費收看賽事，他與一般付費收看賽事不同，狂潮再起賽事由三個品牌節目（Raw、SmackDown、ECW）共同舉辦，而且其中的每場比賽都採用極限規則戰，意味著雙方可以盡情使用武器。2009年2月，世界摔角娛樂宣佈將此賽事改名為極限規則（英語：Extreme Rules）但賽事內容完全不變動，依舊以暴力風格為賣點。

## 外部連結
- 狂潮再起官方網站 （页面存档备份，存于）